# Blepharandra hypoleuca
Blepharandra hypoleuca là một loài thực vật có hoa trong họ Malpighiaceae. Loài này được (Benth.) Griseb. mô tả khoa học đầu tiên năm 1849.